# Região Geográfica Intermediária de Cachoeiro de Itapemirim
A Região Geográfica Intermediária de Cachoeiro de Itapemirim é uma das quatro regiões intermediárias do estado brasileiro do Espírito Santo e uma das 134 regiões intermediárias do Brasil, criadas pelo Instituto Brasileiro de Geografia e Estatística (IBGE) em 2017. É composta por 24 municípios, distribuídos em duas regiões geográficas imediatas.
Sua população total estimada pelo Instituto Brasileiro de Geografia e Estatística (IBGE) para 1º de julho de 2018 é de 634 725 de habitantes, distribuídos em uma área total de 9 247,697 km².
Cachoeiro de Itapemirim, Castelo e Marataízes são os municípios mais populosos da região intermediária, totalizando 287.219 da população, de acordo com estimativas de 2020 do Instituto Brasileiro de Geografia e Estatística (IBGE).

## Regiões geográficas imediatas
| Região geográfica imediata                            | Municípios | População Estimativa 2018 | Área (km²) |
| ----------------------------------------------------- | --- | ------------------------- | ---------- |
| Região Geográfica Imediata de Cachoeiro de Itapemirim | Atílio Vivácqua Cachoeiro de Itapemirim Castelo Iconha Itapemirim Jerônimo Monteiro Marataízes Mimoso do Sul Muqui Presidente Kennedy Rio Novo do Sul Vargem Alta | 439 909                   | 5 222,287  |
| Região Geográfica Imediata de Alegre                  | Alegre Apiacá Bom Jesus do Norte Divino de São Lourenço Dores do Rio Preto Guaçuí Ibatiba Ibitirama Irupi Iúna Muniz Freire São José do Calçado                   | 194 816                   | 4 025,410  |
| Total                                                 | 24 | 634 725                   | 9 247,697  |